# Pavlová
Pavlová es un municipio del distrito de Nové Zámky en la región de Nitra, Eslovaquia, con una población estimada a final del año 2024 de 205 habitantes.
Se encuentra ubicado al sur de la región, cerca de los ríos Nitra y Hron (cuenca hidrográfica del Danubio) y de la frontera con Hungría.

## Demografía
| Año        | 1994 | 2004     | 2014     | 2024     |
| ---------- | ---- | -------- | -------- | -------- |
| Población  | 323  | 274      | 236      | 205      |
| Diferencia |      | −15,17 % | −13,86 % | −13,13 % |

| Año        | 2023 | 2024   |
| ---------- | ---- | ------ |
| Población  | 200  | 205    |
| Diferencia |      | +2,5 % |